# Михайловское (Плавский район)
Михайловское — село в Плавском районе Тульской области России.
В рамках административно-территориального устройства входит в Горбачевский сельский округ Плавского района, в рамках организации местного самоуправления включается в Молочно-Дворское сельское поселение.

## География
Расположено в 12 км к юго-западу от города Плавска и в 68 км к юго-западу от центра Тулы.

## Население
| 2002 | 2010 |
| ---- | ---- |
| 204  | ↘203 |

Население — 203 чел. (2010).